# Timo Baumgartl
Timo Baumgartl (Böblingen, 4 de março de 1996) é um futebolista profissional alemão que atua como defensor, atualmente defende o Schalke 04.

## Carreira
Timo Baumgartl começou sua carreira no Stuttgart em 2014.